# Hans Karl von Brause
Hans Karl von Brause (* 17. Februar 1801 in Zeitz; † 19. November 1871 in Berlin) war ein preußischer Generalmajor.

## Leben

### Herkunft
Seine Eltern waren der General der Infanterie Friedrich August Wilhelm von Brause (1769–1836) und dessen Ehefrau Karoline, geborene Leisching (1772–1843).

### Militärkarriere
Brause besuchte zunächst das Kadettenhaus in Dresden und trat am 10. Mai 1816 als Musketier in das 8. Infanterie-Regiment (Leib-Infanterie-Regiment) der Preußischen Armee ein. Bis Ende August 1821 avancierte er zum Sekondeleutnant und war von Juni 1824 bis September 1825 zu Ausbildungszwecken zum Lehr-Infanterie-Bataillon kommandiert. Für zwei Jahre folgte ab März 1828 seine Kommandierung zur Dienstleistung als Adjutant der 7. Division. Von Juni 1834 bis Juni 1840 war Brause Adjutant des I. Bataillons und stieg Mitte November 1836 zum Premierleutnant auf. Für drei Jahre war er ab Januar 1841 als Kompanieführer beim III. Bataillon im 8. Landwehr-Regiment in Landsberg kommandiert. Am 20. Februar 1845 wurde Brause Hauptmann und Chef der 12. Kompanie seines Stammregiments, die er im März 1848 bei der Niederschlagung der Straßenkämpfe in Berlin führte. Ende April 1851 übernahm er das IV. Bataillon, stieg am 8. Mai 1851 zum Major auf und wurde am 2. Juni 1852 Kommandeur des Füsilier-Bataillons. In dieser Eigenschaft am 15. Oktober 1856 zum Oberstleutnant befördert, beauftragte man ihn am 22. November 1858 unter Stellung à la suite zunächst mit der Führung des 38. Infanterie-Regiments (6. Reserve-Regiment) in Frankfurt am Main. Unter Beförderung zum Oberst wurde Brause am 31. Mai 1859 Regimentskommandeur und Ende Mai 1860 mit dem Roten Adlerorden III. Klasse mit Schleife sowie anlässlich der Thronbesteigung von König Wilhelm I. am 18. Oktober 1861 mit dem Kronen-Orden III. Klasse ausgezeichnet. Unter Verleihung des Charakters als Generalmajor wurde er am 7. Februar 1863 mit Pension zur Disposition gestellt.
Er starb am 19. November 1871 in Berlin und wurde drei Tage später auf dem Friedhof in der Hasenheide beigesetzt.

### Familie
Er heiratete am 30. Oktober 1844 in Landsberg an der Warthe Henriette Franziska Gottschalk († 1861). Das Paar hatte zwei Kinder.